# Anthurium lhotzkyanum
Anthurium lhotzkyanum är en kallaväxtart som beskrevs av Heinrich Wilhelm Schott. Anthurium lhotzkyanum ingår i släktet Anthurium och familjen kallaväxter. Inga underarter finns listade.